# (15278) Pâquet
(15278) Pâquet (1991 PG7) – planetoida z pasa głównego asteroid okrążająca Słońce w ciągu 7,96 lat w średniej odległości 3,98 j.a. Odkryta 6 sierpnia 1991 roku.